# Brant J. Pitre
Brant James Pitre (nascido em 1975 em Nova Orleans, Luisiana) é um estudioso americano do Novo Testamento e distinto professor pesquisador das Escrituras no Augustine Institute. Ele escreveu extensivamente sobre o Jesus histórico, a Virgem Maria, o Apóstolo Paulo, a origem da Eucaristia e os Evangelhos canônicos.

## Educação
Depois de receber seu B.A. em Filosofia e Literatura Inglesa pela Louisiana State University em 1997, Pitre se dedicou aos estudos bíblicos: recebeu um G.C. em arqueologia bíblica em 1998 pela Tel Aviv University, um M.T.S. pela Vanderbilt University Divinity School em 1999 e, eventualmente, seu Ph.D. pela University of Notre Dame. Enquanto estava em Vanderbilt, Pitre estudou com a Professora Amy-Jill Levine, enquanto em Notre Dame ele conheceu e estudou com o Padre John P. Meier.

## Carreira
Ele foi professor assistente de teologia na Universidade Loyola de Nova Orleans de 2003 a 2005. De 2005 a 2009, foi professor adjunto de Escritura no Seminário de Notre Dame, professor visitante de teologia na Universidade de Notre Dame e professor Donum Dei de Palavra e Sacramento e professor assistente de teologia no Our Lady of Holy Cross College. De 2009 a 2018, atuou como Professor de Sagrada Escritura no Seminário de Notre Dame, antes de assumir seu cargo atual no Instituto Agostinho. Ele é membro da Society of Biblical Literature, da Catholic Biblical Association e membro sênior do St. Paul. Center for Biblical Theology.
Em suas obras, Pitre defendeu consistentemente o dogma católico da transubstanciação, a virgindade perpétua de Maria, a divindade de Jesus e a autoria tradicional dos Evangelhos. Seus livros foram elogiados pelo bispo Robert Barron e por vários líderes católicos romanos. Ele também foi um colaborador do Dictionary of Jesus And the Gospels, onde escreveu artigos sobre escatologia judaica em relação a Jesus.
The Imaginative Conservative diz que o livro de Pitre The Case for Jesus é uma obra de apologética.

## Recepção
O trabalho de Brant Pitre foi elogiado por vários acadêmicos, incluindo Dale Allison, Chris Tilling, Tucker Ferda e Christine Jacobi. Matthew Levering descreveu Pitre como “o mais proeminente estudioso católico do Jesus-histórico vivo hoje — e, na verdade, como um dos mais importantes pensadores cristãos do século XXI”. 

## Vida pessoal
Pitre é católico romano e atualmente mora na Louisiana com sua esposa Elizabeth e seus cinco filhos.